# Decade (對數尺度)

三個decades：0.01, 0.1, 1, 10 (10^{−2}, 10^{−1}, 10^{0}, 10^{1}).

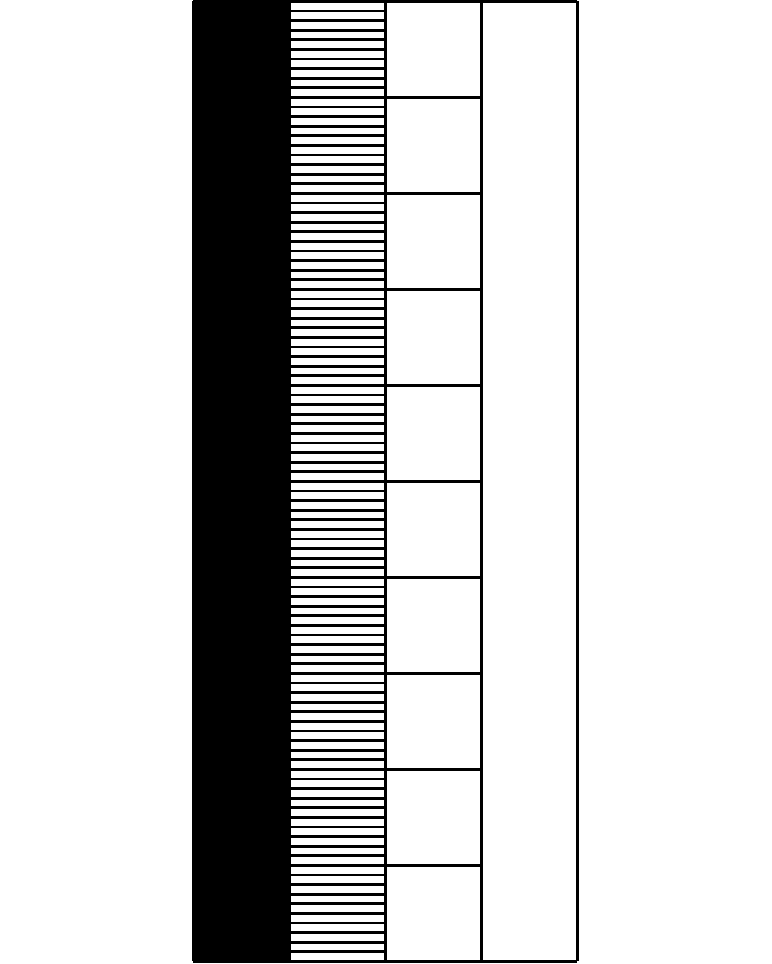
三個decades：一千個0.01，一百個0.1's，十個1，一個10

decade是在對數尺度下，二個數量級之間10倍的差距。decade和octave都是用來表示二個頻率之間的比例，也可能視為是對數單位。decade常用來描述頻率或是電子系統（如音频功率放大器及电子滤波器）的頻率響應。

## 計算
decade中10倍的差距可以和參考值相乘或相除，因此100 往上一個decade是1000 Hz，往下一個decade是10 Hz。重點是10倍的差距，單位本身不是重點，因此3.14 rad/s是31.4 rad/s往下一個decade。
若要確認二個頻率{\displaystyle f_{1}}及{\displaystyle f_{2}}之間相距多少decade，可以計算二個頻率的對數：
- {\displaystyle \log _{10}(f_{2}/f_{1}) \over \log _{10}(10)} decades[1][2]

或是自然對數：
- {\displaystyle \ln f_{2}-\ln f_{1} \over \ln 10} decades[3]

從15 rad/s到150,000 rad/s有多少decade？
{\displaystyle \log _{10}(150000/15)=4} decades
從3.2 GHz到4.7 MHz有多少decade？
{\displaystyle \log _{10}(4.7\times 10^{6}/3.2\times 10^{9})=-2.83} decades
一個octave等於多少decade？
octave等於二倍，因此{\displaystyle \log _{10}(2)=0.301} decades per octave

## 繪圖表示及分析
在表示電子電路的頻率響應（例如波德圖），常常會在橫軸以頻率的decade對數尺度來表示，不會用其他線性的單位，因為用線性方式無法表示很大的頻率。例如音頻放大器的頻段是在20 Hz到20 kHz，用頻率的decade可以完整表示整個頻段。一般這類的圖會從1 Hz（100）開始，最高頻率可能會到100 kHz（105），可以完整的放在標準的半對數繪圖紙。若是用線性尺度，一個大刻度表示10，只能表示0到50。

波德圖中有decade的概念，橫軸各一大格都是一個decade

電子設備的頻率響應常以per decade的方式表示。例如圖中的波德圖在停止帶的斜率是-20 dB/decade，表示頻率越增加10倍，其增益減少20 dB。